# 比拉 (捷爾諾波爾區)
比拉（羅馬化：Bila）是於

烏克蘭西部特諾皮爾州特諾皮爾區的村莊，面積1.57平方公里，海拔高度314米，2019年人口3,324，人口密度每平方公里1,864.3人。